# 꿀벌의 우화

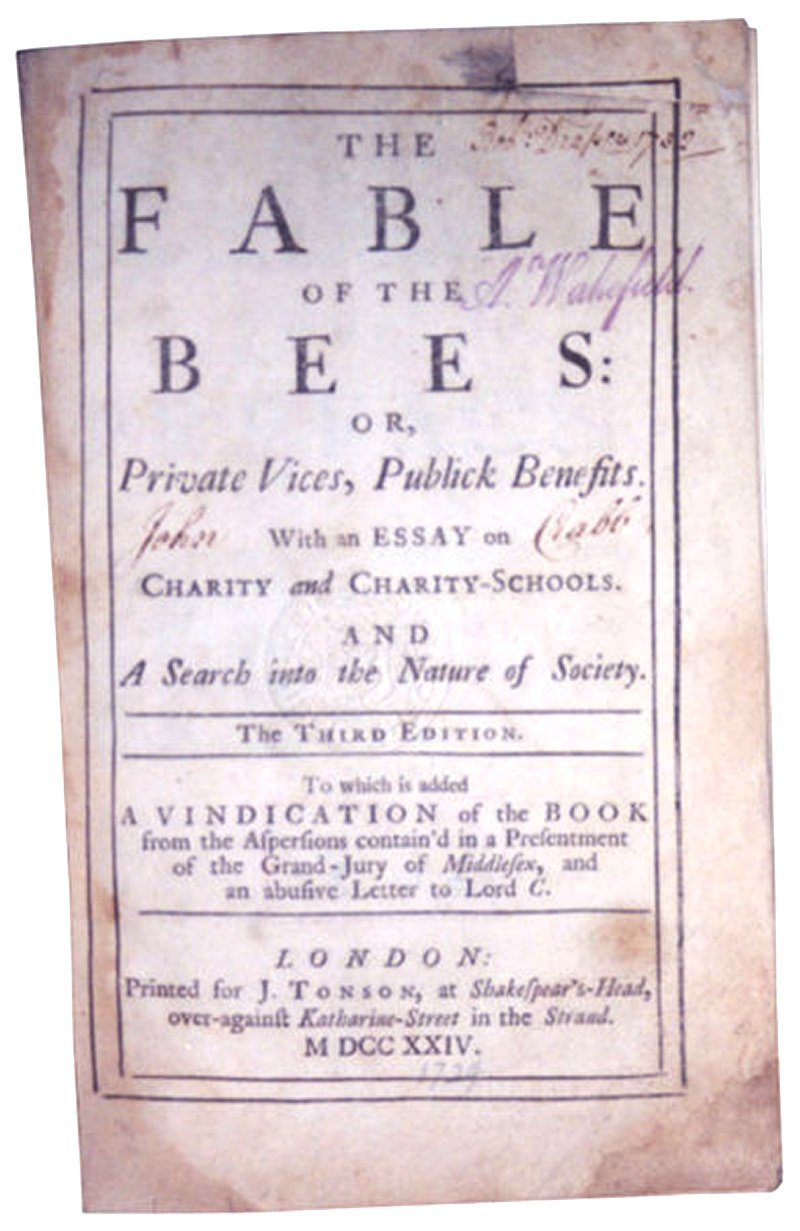

꿀벌의 우화: 또는 개인의 악덕, 공공의 이익 ( The Fable of the Bees or Private Vices, Public Benefits, 1714년)은 영국계 네덜란드인 사회 철학자 버나드 맨더빌이 쓴 책이다. 이 책은 1705년에 처음 익명으로 출판된 풍자시 《투덜대는 벌집: 또는 정직해진 악당들》(The Grumbling Hive: or, Knaves turn'd Honest)과, 이 시에 대한 산문 논평인 〈주석〉(Remarks), 그리고 〈도덕적 미덕의 기원에 대한 탐구〉(An Enquiry into the Origin of Moral Virtue)라는 에세이로 구성되어 있다. 1723년에는 두 개의 새로운 에세이가 추가된 제2판이 출판되었다.
《투덜대는 벌집》에서 맨더빌은 한 꿀벌 공동체가 정직과 미덕에 따라 살기로 결심하기 전까지는 번성하는 모습을 묘사한다. 벌들이 사익 추구를 포기하자 벌집의 경제는 붕괴하고, 그들은 속이 빈 나무에서 단순하고 ‘덕스러운’ 삶을 살게 된다. 사적인 악덕이 사회적 이익을 창출한다는 맨더빌의 함의는 이 작품이 대중의 주목을 받게 되면서, 특히 1723년판 이후 큰 스캔들을 일으켰다.
E. J. 헌더트(E. J. Hundert)에 따르면, 맨더빌의 사회 이론이자 이 책의 핵심 주장은 “현대 사회는 공유된 시민적 헌신이나 도덕적 고결함에 의해서가 아니라, 역설적으로 시기심, 경쟁, 착취라는 미약한 유대에 의해 필연적으로 서로 묶인 사리사욕적인 개인들의 집합체”라는 것이다. 맨더빌은 사람들이 사적인 삶에서는 그러한 신념에 따라 행동하지 않으면서, 미덕과 악덕에 대한 엄격한 생각을 옹호한다는 점에서 위선자라고 암시했다. 그는 악덕에 반대한다고 설파하는 사람들이, 맨더빌이 보기에 개인의 악덕(예를 들어 사치, 도박, 그리고 변호사나 사법 체계에 이익을 주는 범죄 등)이 누적된 결과물인 사회 전체의 부로부터 이익을 얻는 데에는 아무런 양심의 가책을 느끼지 않는다고 보았다.
오직 비이기적인 기독교적 행동만이 덕이 있다는 당시의 대중적 관념에 대한 맨더빌의 문제 제기는 18세기 내내 이어진 논쟁을 불러일으켰으며, 도덕철학과 경제학 분야의 사상가들에게 영향을 미쳤다. 최근에는 철학자들이 윤리학의 맨더빌적 덕과 악덕 개념을 인식론으로 가져와, 개인에게 있어 지적 악덕처럼 보이는 것이 때로는 집단적 탐구에 기여할 수 있다고 주장하기도 한다. 《꿀벌의 우화》는 분업과 자유 시장(레세페르) 사상에 영향을 미쳤으며, 맨더빌의 비판자들이 자신들의 미덕관을 옹호하는 과정에서 기존의 관점을 수정하게 되면서 공리주의 철학이 발전하는 계기가 되기도 했다. 그의 저작은 프랜시스 허치슨, 데이비드 흄, 애덤 스미스와 같은 스코틀랜드 계몽주의 사상가들에게 영향을 미쳤다.

## 다양한 반응
이 서적이 처음으로 출간되자마자, 그 당시 기독교인들에게는 큰 충격을 가져다 주었다.   비판자들 중에는 조지 버클리와 윌리엄 로우가 있으며 프랜시스 허치슨은 논평할 가치조차 없을 정도로 형편없다고 했으며 맨더빌의 사치에 관한 개념이 동의할 수 없다고 하였다.  애덤 스미스는 그의 저서 도덕 감정론에서 맨더빌이 탐욕을 이기심의 한 부분으로 잘못 이해했다고 평가하며, 이기심과 탐욕은 별도로 취급해야 한다고 그의 저서 국부론에서 논술하였다.

## 해석
맨더빌의 주장과 기독교 세계관의 충돌은 과연 기독교적 사회가 가능한지에 대한 의문을 갖게 한다.  즉, 맨더빌에 의하면 기독교는 전 세계에서 소수가 존재해야만 세계의 번영이 지속가능하다는 것이다.  이런 관점에서 맨더빌은 기독교인들에게로부터 많은 공격을 받았다.

## 비판
맨더빌이 비유한 벌집은 개인주의자들의 모임이라는 지적이다.  반면에 실제로는 대부분의 동물은 집단적인 공동체적 사회를 이룬다.  즉, 사무엘 버틀러가 말했듯이 닭은 알을 더 낳으려고 하듯이 벌들도 유전적으로 모여 산다는 것이다.  벌집은 보다 사회주의 국가에 가까운 모델로, 개인주의적 인간을 묘사할 수 없다.

## 번역서적
- 꿀벌의 우화 (2014년 4월 30일 출간, 최윤재 옮김)

## 참고자료
- Hundert, E. J. (2005) [1994]. 《The Enlightenment's Fable: Bernard Mandeville and the Discovery of Society》. Cambridge University Press. ISBN 0-521-46082-4. OCLC 29360947.
- Kaye, F. B.; Mandeville, Bernard (1988) [1924]. 《The Fable of the Bees: or Private Vices, Publick Benefits [with a commentary critical, historical, and explanatory]》 (PDF) I. Liberty Fund. 2020년 1월 13일에 확인함.

1. ↑  Hundert 2005, 1쪽.
2. ↑  Kaye 1924 I, cxxx–cxxxii쪽.
3. ↑  Fleming, Thomas (2011년 8월 2일). “Bernard Mandeville - Chronicles” (미국 영어). 2022년 6월 21일에 확인함.